# HD91982
HD91982 — хімічно пекулярна зоря спектрального класу A4, що має видиму зоряну величину в смузі V приблизно  9,5.
Вона  розташована на відстані близько 1964,8 світлових років від Сонця.

## Пекулярний хімічний склад
Зоряна атмосфера HD91982 має підвищений вміст 
Cr
.